# MBS開局60周年アワー 音楽の時間ですょ 目指せ1179曲てアンタ!?
MBS開局60周年アワー 音楽の時間ですょ 目指せ1179曲てアンタ!?（エムビーエスかいきょく60しゅうねんアワー おんがくのじかんですょ めざせ1179きょくてアンタ!?）は、2010年度のプロ野球オフシーズン（10月12日 - 翌年3月22日）限定で、毎日放送ラジオ（MBSラジオ）で毎週火曜日の18:30 - 21:00に放送されていた番組。毎日放送開局60周年記念企画の一環で編成された生放送番組で、同局アナウンサーの上泉雄一がレギュラーパーソナリティを務めた。
このページでは、当番組の母体になった31時間半の特別番組『31.5時間ラジオ MBS史上最大のラジオ祭り 歌でつなげる60年 目指せ1179曲てアンタ!?』（サイコーラジオ エムビーエスしじょうさいだいのラジオまつり めざせ1179きょくてアンタ!?、2010年8月31日10:30 - 9月1日18:00）や、関連番組の『31.5時間ラジオ 「ラジオの力」〜対話が日本を元気にする〜』（サイコーラジオ 「ラジオのちから」〜たいわがにほんをげんきにする〜、2011年9月2日10:30 - 9月3日17:43）も取り上げる。

## 概要

### 31.5時間ラジオ MBS史上最大のラジオ祭り 歌でつなげる60年 目指せ1179曲てアンタ!?
1951年9月1日に新日本放送として、日本の民間放送局では2番目にラジオの本放送を始めた毎日放送では、2010年にテレビ・ラジオを通じて開局60周年記念の特別企画を実施している。毎日放送ラジオ（MBSラジオ）でも、その企画の一環として、本放送開始から60年目に当たる2010年9月1日に特別番組を放送することを計画。開局60周年にちなんだ楽曲リクエスト企画「未来へ残したい音楽ベスト60」への投票や、局内で音源を保存していない1990年代以前の放送番組の録音媒体（カセットテープなど）の提供を、ラジオCMや公式サイトを通じてリスナーに呼びかけていた。
上記の特別番組は、2010年8月31日から9月1日にかけて、『31.5時間（サイコー）ラジオ MBS史上最大のラジオ祭り 歌でつなげる60年 目指せ1179曲てアンタ!?』（以下『31.5時間ラジオ』と略記）というタイトルで実現。MBSの現役アナウンサーで、毎日放送ラジオ（MBSラジオ）の平日帯ワイド番組『上泉雄一のええなぁ!』のメインパーソナリティでもある上泉が、総合司会として長丁場の生放送を取り仕切った。ちなみに、同番組の放送時間（31時間半）は、1回の放送番組としては同局史上最長。『目指せ1179曲』という文言を番組タイトルに入れたのは、周波数（1179khz）にちなんで、番組スタッフが「リスナーや出演者から寄せられた1179曲分のリクエスト曲を放送する」と公約していたことによる。
『31.5時間ラジオ』では、MBSの元アナウンサー、毎日放送ラジオ（MBSラジオ）のパーソナリティ経験者、同局制作の番組へのレギュラー出演を経験しているタレントが多数登場。また、リスナーから提供された上記の録音媒体のうち、保存・再生状態の良い音源をテーマに沿って随時再生した。さらに、8月31日の22:00 - 翌1:00には、原田伸郎・嘉門達夫・イリアを交えて「伸郎のヤンタンスペシャル ねたナイト」を生放送。エンディング直前の1時間には、リスナーからの投票で「未来へ残したい音楽」に選ばれた60曲を一気に放送した。しかし、（ベスト60に入った楽曲を含めて）リクエスト曲を282曲しか流せないまま、31時間半にわたる生放送を終了した。

### MBS開局60周年アワー 音楽の時間ですょ 目指せ1179曲てアンタ!?
毎日放送ラジオ（MBSラジオ）では、プロ野球のオフシーズンに当たる2010年10月改編で、前年度のオフシーズンに火 - 金曜日で放送していた自局制作番組『MBSたびぐみ とっておき旅ラジオ』の放送日を水 - 金曜日に縮小。空いた火曜日の放送枠で、残り897曲のリクエスト曲を放送すべく、『MBS開局60周年アワー 音楽の時間ですょ 目指せ1179曲てアンタ!?』（以下『音楽の時間ですょ』と略記）を編成した。
『音楽の時間ですょ』は、「リクエストアワー」（18:30 - 19:30頃）と「特集アワー」（19:30頃 - 21:00）の2部構成で生放送。1部・2部とも随所でリクエスト曲を流した。また、リスナーから提供された同局番組の録音媒体から、一部の音源を「懐かしのテープアワー こんなところにアーカイブ」として放送。「特集アワー」では、MBSの現役・元アナウンサーや、毎日放送ラジオ（MBSラジオ）に縁のあるパーソナリティ・タレントが週替わりで出演していた。
なお上泉は、『31.5時間ラジオ』に続いて、「リクエストアワー」のパーソナリティを担当。毎日放送ラジオ（MBSラジオ）がプロ野球のオフシーズンに平日夜間で放送する生ワイド番組において、2006年度の『上泉雄一の発信!UWAらじお』から5シーズン連続でメインパーソナリティを務めた。当初は月1回程度の出演を予定していた「特集アワー」でも、実際には「リクエストアワー」に続いて、大半の特集に登場していた。
ただし、『音楽の時間ですょ』の最終回（2011年3月22日）時点でも、放送できたリクエスト曲の総数は1099曲にとどまった。このため毎日放送ラジオ（MBSラジオ）では、2011年8月21日・28日の『MBSサンデースペシャル』枠（21:00 - 22:00、前枠番組『MBSタイガースライブ』で阪神タイガースナイトゲーム中継を延長した場合には放送時間を繰り下げ）で、当番組を特別番組として復活。28日の放送で最後に「上を向いて歩こう」（坂本九）を流したことによって、リクエスト曲の総数が1179曲に達した。なお、レギュラー放送・特別番組とも、エンディングにはMBS開局60周年記念ソング「ハッピーアワー」（トータス松本、アルバム「マイウェイ ハイウェイ」収録曲）を流している。

### 31.5時間ラジオ 「ラジオの力」〜対話が日本を元気にする〜
MBSラジオ（旧・毎日放送ラジオ）では、2011年9月2日から9月3日にかけて、開局60周年記念特別番組『31.5時間ラジオ　「ラジオの力」〜対話が日本を元気にする〜』（以下『ラジオの力』と略記）を編成。『31.5時間ラジオ』に続いて、上泉が総合司会を務めた。テーマソングは、「Power to the People」（ジョン・レノン）。
放送内容は、「対話」をキーワードに、『31.5時間ラジオ』から一新。MBSラジオ（旧・毎日放送ラジオ）のレギュラーパーソナリティ陣によるスペシャル対談（後述）を放送した。9月2日には、日本のラジオ番組では初めて、明石家さんまと笑福亭鶴瓶の2人だけによる対談を生放送。また、かつてMBSラジオ（旧・毎日放送ラジオ）の『ヤンタン MUSIC MAX』で共演していた上泉とaikoが、同番組の終了以来約12年振りに生放送で対談した。さらに、放送時点でMBSアナウンサー最年少の福島暢啓（同年度に龍谷大学から新卒で入社）が、未経験ながら約31時間の放送中にピアノ演奏で「上を向いて歩こう」の弾き語りへ挑戦する企画も実施している。
毎日放送では当番組の放送時間中に、本社（大阪市北区）1階のスペースを、「パブリックリスニング会場」としてリスナーに開放した。会場では、放送中のスタジオの映像を特設のモニターで流すほか、「MBSラジオパーソナリティー そっくりさん大賞」への応募作品や放送予定の対談の一覧表を展示。オープニング直後の「パブリックリスニング会場」中継で上泉が語ったところによれば、その時点で集まった観衆は10人だった。関西地方に台風12号が接近していたこともあって、放送中には上泉などのMBSアナウンサーが台風関連の警戒情報を随時伝えた。

## 出演者
- ◎：放送時点でMBSの現役アナウンサー
- ●：放送時点でMBSの元アナウンサー（MBSラジオの番組でパーソナリティを務める者も含む）
- ＃：MBSラジオの生ワイド番組でパーソナリティやレギュラー出演を経験したタレント（現役のパーソナリティを含む、MBSの元アナウンサーを除く）
- ※:放送時点で『上泉雄一のええなぁ!』のレギュラー出演者
- ☆：毎日放送開局60周年記念で結成されたPRユニット「ハッピー隊」に参加したタレント
- ○：放送時点でMBSの野球解説者

### 『31.5時間ラジオ』
「 」：生放送中に実施した企画

#### 総合司会
- 上泉雄一◎
  - 当番組の開始前日（2010年8月30日）と終了翌日（9月2日）にも、『上泉雄一のええなぁ!』にメインパーソナリティとして出演した。

#### コーナー進行
（ ）内はコーナーの放送時間帯
- 「22世紀に残したい絶音セレクション60」（随時）：ビタミンSお兄ちゃん※
- 「ザ・ビートルズスペシャル」（8月31日17:00 - 18:30）：伊東正治●、森川みどり
- 「洋楽おのど自慢」（9月1日2:00 - 5:00）：大吉洋平◎※

#### リポーター
- 井上智栄子※、馬場章夫＃（いずれも（「22世紀に残したい絶音セレクション60」）

#### 曲アナ
放送中に寄せられたリクエスト曲を、10年単位で紹介。年代ごとにMBSのアナウンサー経験者が担当した。
- 井上光央●（1950年代）、阪本時彦●（1960年代）、松井昭憲●（1970年代）、青木和雄●（1980年代）、子守康範●（1990年代）、八木早希◎（2000年代）

#### ナレーター
事前収録で登場。毎日放送が開局してからの世相とMBSラジオの番組史を、10年単位で紹介した。
- 窪田等（1950年代）、笑福亭鶴光（1960年代）、平松邦夫●（当時大阪市長、1970年代）、板東英二＃（1980年代）、ケンドーコバヤシ（1990年代）、浅越ゴエ＃（2000年代）

#### スタジオゲスト
- オープニング : 浜村淳＃、野村啓司●、近藤光史●、子守康範
- 「1950年代前半」: 坂本登志子●、正司歌江、喜味こいし
- 「1950年代後半」: 坂本登志子、小池清●、藤本永治●、藤本美貴☆
- 「1960年代」: 西川きよし☆、月亭八方＃、水野晶子◎、
- 「1970年代」（看板番組の秘話）
  - 『MBSヤングタウン』：桂三枝（現・六代目桂文枝）＃、斎藤努●
  - 『ごめんやす馬場章夫です』：馬場章夫、鳥居睦子＃
  - 『ありがとう浜村淳です』：浜村淳、関岡香◎
- 「1980年代前半」（漫才ブームの裏話）：大平サブロー＃、オール阪神・巨人、ザ・ぼんち
- 「1985年」（阪神タイガース日本一）: 掛布雅之○、トミーズ＃、松村邦洋＃
- 「1990年代前半」: 角淳一●、[6]古川圭子◎※、たむらけんじ※、松村邦洋
- 「1995年」（阪神・淡路大震災とラジオ放送）：川村龍一＃、豊島美雪＃、松村邦洋
- 「1990年代後半」: 野村啓司、ハイヒール
- 「2000年代」: 近藤光史、メッセンジャーあいはら※、なるみ※

#### コメントゲスト
- 明石家さんま＃、笑福亭鶴瓶＃、星野仙一、道上洋三、ヒロ寺平[7]、鈴木杏樹、小島慶子

#### 「伸郎のヤンタンスペシャル ねたナイト」出演者
- パーソナリティ：原田伸郎、嘉門達夫、イリア
  - いずれも、かつて放送されていた『MBSヤングタウン水曜日』にレギュラーで出演。
- コメントゲスト：平松邦夫、斎藤努、大津びわ子
- 電話ゲスト：渡辺美里

### 『音楽の時間ですょ』

#### メインパーソナリティ
- 上泉雄一（通常は「リクエストアワー」のみ、月1回「特集アワー」にも続けて出演）

### 『ラジオの力』
生放送パートへの出演者によっては、当番組のために作られた赤いTシャツを着用。

#### 総合司会
- 上泉雄一※◎
  - 放送前日（9月1日）には『上泉雄一のええなぁ!』の全編へ出演。

#### スタジオパートナー
- 松井愛※◎（オープニングから9月2日午前中の「対談ラインアップ紹介」まで担当）
- 近藤光史●＃（9月2日11時台後半 - 15時台後半、後述の「スペシャル対談」にも出演）
- 浅越ゴエ＃（9月3日6時台、上泉とともに当日の対談ラインアップを紹介）

#### リポーター
いずれも2011年入社のMBSアナウンサーで、「パブリックリスニング会場」から出演。前々日（8月31日）まで同じ会場（MBS本社1階）から「体操のお兄さん」として日替わりで出演した「ハッピーアワーたいそう2011」（MBSテレビ『ちちんぷいぷい』の夏休み限定企画）の衣装を、当番組でも着用していた。
- 福島暢啓◎（9月2日22時台後半のスタジオパートで実母も電話出演）
- 福本晋悟◎（福島のピアノ演奏挑戦企画を密着リポート、エンディングの演奏では趣味のギターで伴奏）

#### ナレーター
- 大八木友之●（毎日放送『VOICE』メインキャスター）

#### 「スペシャル対談」出演者
「　」　：対談のテーマ

斜体で表記した人物　：スペシャルゲスト（MBSラジオのレギュラーパーソナリティが「話してみたい」と指名した人物）
放送時間は目安、生放送・事前収録の区別は対談放送中の緊急気象情報への対応などで判断。
2011年9月2日（金曜日）
- 「吼えるコンちゃんスペシャル　どうする大阪　どうなる日本」（12:30～14:00、生放送）：近藤光史●＃、勝谷誠彦＃、メッセンジャー黒田＃、岸博幸
- 「2011年の阪神タイガース」（14:30～16:00）：野村啓司＃、平田勝男○、赤星憲広、遠藤章造（ココリコ）
- 「付き合い長いでんな」（16:30～17:40、MBS東京支社ラジオスタジオからCMなしで1時間10分の生中継）：明石家さんま＃、笑福亭鶴瓶＃
- 「ボクシングの神様」（18:00～19:00、事前収録）：大平サブロー＃、トミーズ雅※、長谷川穂積
- 「ラジオの世界」（19:20～20:50、生放送）：メッセンジャーあいはら※、六車奈々＃、笑福亭鶴光＃
- 「スゴイぞ　声の世界」（21:10～22:40、生放送）：なるみ＃、亀井希生◎、窪田等、橋本のりこ
- 「青春の一曲」（23:00～25:00=9月3日1:00、生放送）：上泉雄一、aiko＃

2011年9月3日（土曜日）
- 「真夜中の豪傑トーク」（1:00～3:00、生放送）：小籔千豊＃、笑い飯＃、平田進也＃
- 「松竹の絆」（3:30～4:55、生放送）：渡辺裕薫（シンデレラエキスプレス）＃、かみじょうたけし＃、泉ゆうこ＃、団長安田（安田大サーカス）、やのぱんなど（対談終了時点で総勢30名）
- 「ヒット番組の舞台裏」（7:00～8:00、生放送）：子守康範●＃、今井彰
- 「東西落語の魅力」（8:30～9:30、事前収録）：桂三枝（現・六代目桂文枝）＃、立川志の輔
- 「おせっかいアハッ!ラジオ」（10:00～11:30、生放送）：内田樹＃、西靖◎、茂木健一郎
- 「家庭と仕事　女だって大変」 （12:00～13:30、生放送）：ハイヒール＃、古川圭子◎、西川きよし・西川ヘレン夫妻（きよしは途中まで出演）
- 「アラフォー芸人って大変」（13:50～15:05、生放送）：たむらけんじ※＃、陣内智則＃
- 「同期が語るすばらしき野球の世界」（16:00～17:00、事前収録[8]）：板東英二＃、王貞治

#### スタジオゲスト
- 浜村淳＃（当番組の前枠で『ありがとう浜村淳です』の生放送を終えた直後に「対談ラインアップ紹介」へ出演）

下記の人物は、対談のインターバルとして設けられたスタジオパートにのみ出演。
- 笑福亭銀瓶＃（「2011年の阪神タイガース」終了直後から「付き合い長いでんな」開始直前まで）
- 月亭八光＃（「ラジオの世界」終了直後から「スゴイぞ　声の世界」開始直前まで）
- 浅越ゴエ＃（「松竹の絆」終了直後から「ヒット番組の舞台裏」開始直前まで）
- 松浦真也（「ヒット番組の舞台裏」終了直後から「東西落語の魅力」開始直前まで、福島のピアノ練習にギター伴奏で参加）
- ビタミンS（お兄ちゃんのみ※。「家庭と仕事　女だって大変」終了直後から「アラフォー芸人って大変」の開始直前まで、「アラフォー芸人って大変」から「同期が語るすばらしき野球の世界」の開始直前まで）

#### 「パブリックリスニング」中継ゲスト
- 小泉エリ＃（「ラジオの世界」直前の中継で、京都外大西高等学校の後輩・福本とともに登場。特技であるピアノ演奏や乳輪占いを披露）
- 桜 稲垣早希＃（「家庭と仕事　女だって大変」直前の中継に私服で登場。特技の声真似で福島を激励したほか、ピアノ演奏も披露）
- スマイル（「アラフォー芸人って大変」から「同期が語るすばらしき野球の世界」の開始直前まで出演。スタジオにもビタミンSと一緒に登場）
- 女と男（和田ちゃんのみ※。「同期が語るすばらしき野球の世界」の終了からエンディングまで出演。中継の前にはスタジオにも登場）

下記のアナウンサーは、休日出勤ながら、福島の上司としてエンディングでピアノの弾き語りに立ち会った。
- 加藤康裕◎
- 関岡香◎
- 来栖正之◎

#### コメントゲスト
- 山本浩之（上泉と親交のある元関西テレビアナウンサー、龍谷大学の後輩・福島に激励のコメントと差し入れを寄せた）

下記の人物については、「青春の一曲」の中でaikoへのコメントを放送。
- バーバラよね＃（『ヤンタンMUSIC MAX』などで上泉・aikoと共演）
- 非常階段シルク＃（「aikoが会いたい人」として『HEY!HEY!HEY! MUSIC CHAMP』で共演）
- 桂南光＃（長年にわたってaikoと交流）

下記の人物については、「アラフォー芸人って大変」の中でたむら・陣内へのコメントを放送。
- ケンドーコバヤシ＃（たむら・陣内と同じNSC大阪校11期生）
- 宮迫博之（雨上がり決死隊）＃
- 角淳一（総合司会を務めてきた『ちちんぷいぷい』でたむら・陣内と共演）

## 放送時間
『31.5時間ラジオ』
- 2010年8月30日（月曜日） 10:30 - 9月1日（火曜日）18:00
  - 8月30日の22:00 - 翌1:00には、同月29日から5日間にわたって編成された特別番組『なつかしのヤンタンスペシャル』2日目の企画として、「伸郎のヤンタンスペシャル ねたナイト」を放送した。

- - 放送時間中には、自局制作のレギュラー番組（『上泉雄一のええなぁ!』など）の放送、『MBSタイガースナイター』としての阪神タイガース公式戦中継[9]、ニッポン放送・TBSラジオ制作の深夜番組のネット受けを休止した。ただし、MBSラジオでは生ワイド番組の1コーナーとして内包する『鈴木杏樹のいってらっしゃい』（ニッポン放送制作）や『ドライバーズリクエスト』（TBSラジオ制作）については、放送時間の変更で対応。さらに、当番組への楽曲リクエストを添えたパーソナリティ（鈴木杏樹・小島慶子）からのボイスメッセージを、該当コーナーの終了直後に流した。
  - 放送するリクエスト曲数を増やす目的で、放送中に出演した日本気象協会・日本道路交通情報センターの担当者、普段はMBSラジオの生ワイド番組内で通信販売コーナーに出演するショッピングキャスター、番組スポンサーの担当者などからも楽曲のリクエストを募集。上泉が随時メッセージを紹介したうえで、リクエスト曲を放送した。

『音楽の時間ですょ』
- 毎週火曜日 18:30 - 21:00（2010年10月12日 - 2011年3月22日）
  - 当番組の放送枠で（MBSタイガースナイタースペシャルとして）日本シリーズ実況中継のネット受けを実施する場合には、番組を休止していた。

『ラジオの力』
- 2011年9月2日（金曜日） 10:30 - 9月3日（土曜日）17:43

- - 『31.5時間ラジオ』と同じく、放送時間中には、（『地震防災メモ』・『心のともしび』・『天理教の時間』・通常は生ワイド番組に内包する通信販売コーナーを除く）レギュラー番組の放送、『MBSタイガースライブ』としてのプロ野球公式戦中継[10]、ニッポン放送・TBSラジオ制作の深夜番組のネット受けを休止。TBSラジオ・CBCラジオで9月3日の11:00 - 13:00に放送された『永六輔・つボイノリオ・浜村淳の御三家ラジオ』（MBSラジオとの3局共同制作番組、事前収録）についても、TBS・CBCから1週間遅れ（同月10日の15:45 - 17:43）で放送している。
  - 上記の通信販売コーナーや、通信販売関連の生CMについては、対談の合間に上泉や近藤の進行で放送。9月2日分の『ドライバーズリクエスト』については、本編を放送しない一方で、「2011年の阪神タイガース」の放送中にネットCMを流した。
  - 「パブリックリスニング会場」は、9月2日の10:00 - 21:00と、3日の10:00 - 17:43のみ一般に開放。モニターを通じて放送中のスタジオの様子を見られることから、「吼えるコンちゃんスペシャル」では、出演者と観衆の間で双方向のアンケート企画を実施した。エンディング直前（9月3日17:30頃）には、福島が観衆を前に、タキシード姿でピアノの弾き語り（前述）を披露している。

## 主な企画・コーナー

### 『31.5時間ラジオ』
「22世紀に残したい絶音セレクション60」
- ビタミンSお兄ちゃんの進行で、生放送中に随時挿入。番組スタッフによる事前収録や、リポーターによる生中継で取り上げた60種類の音源について、その時間帯の出演者が3段階で判定。最も良い評価を得た音を、「22世紀に残したい絶音」と認定した。判定の際には、評価の高い順に、「絶音」「ええ音」「普通の音」というコールが流れる趣向になっていた[11]。
- 一部の時間帯では、『ごめんやす馬場章夫』のパーソナリティ時代に連日取材へ赴いていた馬場が、71歳（出演時点）ながら中継リポーターを担当。60種類の音源には、山口智充による声帯模写、大植英次指揮・大阪フィルハーモニー交響楽団演奏による『ありがとう浜村淳です』のオープニングテーマ（いずれも事前収録）、餃子の王将の店内で餃子を焼く音、鶴橋風月の本店でお好み焼きを焼く音（いずれも生中継）などもあった。

「ザ・ビートルズスペシャル」
- 毎日放送の元アナウンサー・ラジオ編成部長で、放送時点ではラジオプロデューサーであった伊東が、前日放送の『さんまのヤンタンスペシャル』に続いてラジオの生放送に登場。「『31.5時間ラジオ』で唯一洋楽のリクエストがかかる時間帯」と称して、アナウンサー時代からファンであることを公言しているザ・ビートルズの楽曲を次々と紹介した。

「洋楽おのど自慢」
- 『上泉雄一のええなぁ!』で毎日12時の時報明けに放送中のリスナー参加企画「アカペラおのど自慢」の特別編で、9月1日未明（2:00 - 5:00）に放送した。同番組の告知などを通じて応募したリスナーが、生放送中に電話を通じて、1980年代に日本で流行した洋楽をアカペラで披露。海外留学・取材経験が豊富で、洋楽に詳しい大吉が、上泉とともに進行役を務めた。

「未来へ残したい音楽」
- 毎日放送が開局してからの60年間に流行した楽曲から、番組スタッフが推薦した曲について、公式サイト内の特設フォーム（現在は閉鎖）でリスナー投票を実施。投票数で60位までに入った楽曲を、カウントダウン形式で番組終了前の1時間（9月1日の17時台）にまとめて放送した。
- 1位までの楽曲を紹介した後には、当番組に登場した全ての出演者から上泉に宛てたボイスメッセージを一気に放送。その内容を聴いた上泉が、感激のあまり、直後のエンディングで声を詰まらせた。

### 『音楽の時間ですょ』

#### 第1部「リクエストアワー」
- 2008年度のプロ野球オフシーズンに同じ時間帯で放送された『上泉雄一のFANFANレディオ』と同様に、上泉がワンマンDJスタイルで進行。放送週ごとにテーマを設定したうえで、そのテーマに沿った楽曲のリクエストをリスナーから受け付けていた。「放送期間中に897曲のリクエスト曲を流す」との公約に掲げる関係で、放送できたリクエスト曲の総数をエンディングで発表することが特徴。放送するリクエスト曲数を増やす目的で、『31.5時間ラジオ』で紹介できなかったリクエスト曲を取り上げたり、「稼ぎ時だよ!ええとこメドレー」と称して20曲分のリクエスト曲の"ええとこ"（サビ）だけをつないだ音源を流したりすることもあった。

「今週のスターリクエスト」
- 上泉やMBSラジオと縁の深い"スター"（タレントやパーソナリティ）や、同局の他番組にゲストで出演したスターが、事前収録で登場する楽曲リクエスト企画。コーナーの冒頭には、MBSテレビでも同時ネットで放送していた『ザ・ベストテン』内のゲストコーナー「今週のスポットライト」のBGMをそのまま流していた。

「懐かしのテープアワー こんなところにアーカイブ」
- 『31.5時間ラジオ』の放送時に提供されたラジオ番組の録音媒体から、毎回1つの番組の音源を放送。事前に音源を聴いた番組スタッフによる「テイスティングメモ（聴きどころ）」を上泉が紹介してから、3〜5分程度に編集した音源を再生する。2010年末までの放送で、「特集アワー」（後述）の放送枠を拡大したり、「リクエストアワー」で特別企画を放送したりする週には休止していた。

| 回 | 当番組での放送日 | 音源を再生した番組（放送年月日）                                  | 放送された内容 |
| -- | ---------------- | ----------------------------------------------------------------- | --- |
| 01 | 2010年 10月12日  | 『MBSヤングタウン』 （1978年、木曜日）                            | 笑福亭鶴光・角淳一・佐々木美絵がパーソナリティで共演した時期の公開収録。当コーナーでは、3人によるオープニングトークや、参加したリスナーと角のやり取りなどを放送。                                   |
| 02 | 2010年 10月19日  | 『毎日放送アナウンサー全員集合』 （1979年12月30日）               | 『あどりぶランド』（MBSテレビ）のパイロット版とされる特別番組で、近藤光史・松井昭憲が司会を担当。当コーナーでは、オープニング、角淳一・野村啓司による漫才、平松邦夫によるギター演奏のシーンを放送。 |
| 03 | 2010年 10月26日  | 『MBSヤングタウン』 （1986年12月26日、金曜日）                    | 谷村新司・ばんばひろふみ・佐藤良子（元MBSアナウンサー）担当時代の最終回から、名物コーナーだった男性リスナーからの投稿企画「女性立ち入り禁止」の一部を放送。                                         |
| 04 | 2010年 11月16日  | 1979年日本シリーズ第7戦実況中継 （1979年11月9日、大阪スタヂアム） | 近鉄バファローズ対広島東洋カープ戦9回裏無死満塁から、後に「江夏の21球」として知られたシーンの一部始終を実況音源で再生。実況：三宅定雄（当時・MBSアナウンサー）、解説：中西太・米田哲也              |
| 05 | 2010年 11月23日  | 『ごめんやす馬場章夫です』 （1978年11月20日）                     | 『上泉雄一のええなぁ!』と同じ放送曜日・時間帯で31年にわたって放送された生ワイド番組から、オープニングとエンディング（あくび体操）の音源を再生。放送当時のアシスタントは、2代目の小山乃里子。        |
| 06 | 2010年 11月30日  | 『MBSヤングタウン』 （1984年7月3日、火曜日）                      | 嘉門達夫・河合奈保子・長井展光（当時・MBSアナウンサー）担当時代の第1回放送から、オープニングトークと一部コーナーの音源を再生。                                                                      |
| 07 | 2010年 12月7日   | 『MBSヤングタウン』 （1987年12月、水曜日）                        | 通算で9年間にわたった原田伸郎担当時代の最終回から、エンディングでの原田の独白シーンの音源を再生。                                                                                                   |

#### 第2部「特集アワー」
- MBSラジオでかつて放送していた番組や特定の歌手などを、週替わりで特集のテーマに設定。同局のアナウンサー経験者や、MBSラジオに縁のあるパーソナリティ・タレントが、交代でパーソナリティを担当することになっていた。ただし実際には、大半の特集で、上泉が「リクエストアワー」に続いて出演。全編を1人だけで進行したり、同局と縁の薄いゲストパーソナリティのパートナーを務めたりしていた。
- 第1部から続いて「リクエストアワー」を放送する場合には、テーマ・ジャンルを設けずにリクエスト曲を受け付けていた。また放送上は、当パートで放送したリクエスト曲も「（公約に掲げた）897曲」に含めていた。

##### 特集の内容とパーソナリティ
- ◎：放送時点でMBSの現役アナウンサー
- ●：放送時点でMBSの元アナウンサー（MBSラジオの番組でパーソナリティを務める者も含む）
- ＃：MBSラジオの生ワイド番組でパーソナリティを経験したタレント（現役のパーソナリティを含む、MBSの元アナウンサーを除く）

| 回           | 放送日         | パーソナリティ | 特集の内容                                                                           |
| ------------ | -------------- | --- | ------------------------------------------------------------------------------------ |
| 01           | 2010年10月12日 | 上泉雄一◎ | 特になし（「リクエストアワー」を拡大）                                               |
| 02           | 2010年10月19日 | 松井昭憲●、近藤光史● | 「マッちゃん・コンちゃんの復活!グァムグァムリクエスト!」                             |
| 03           | 2010年10月26日 | 馬野雅行◎、松井愛◎ | 「ラブラブ松田聖子ちゃん特集」                                                       |
| 04           | 2010年11月09日 | 上泉雄一◎、大吉洋平◎ | 「80年代洋楽特集」                                                                   |
| 05           | 2010年11月16日 | 上泉雄一◎、武川智美◎ | 「サザンオールスターズ特集」                                                         |
| 06           | 2010年11月23日 | 千葉猛◎、古川圭子◎ | 「歌姫!中島みゆきvs松任谷由実」                                                      |
| 07           | 2010年11月30日 | 上泉雄一◎ | 特になし（「リクエストアワー」を拡大）                                               |
| 08           | 2010年12月7日  | 上泉雄一◎、松本麻衣子◎ | 「Mr.Children特集」                                                                  |
| 09           | 2010年12月13日 | 上泉雄一◎、なるみ＃、メッセンジャーあいはら＃                                                                                    | 「集え!アラフォー世代 UNP歌謡祭」（「リクエストアワー」からの全編放送）              |
| 10           | 2010年12月20日 | 上泉雄一◎、寺坂直毅（放送作家）                                                                                                  | 「紅白歌合戦特集」                                                                   |
| 11           | 2010年12月28日 | 上泉雄一◎ | 「年忘れオールリクエスト」（「リクエストアワー」を拡大）                             |
| 12           | 2011年1月4日   | 上泉雄一◎ | 「年はじめオールリクエスト大会」（「リクエストアワー」を拡大）                       |
| 13           | 2011年1月11日  | 上泉雄一◎ | 「スターリクエスト大会」（「今週のスターリクエスト」を拡大）                         |
| 14           | 2011年1月18日  | 上泉雄一◎、結城哲郎◎ | 「フォークソング特集」                                                               |
| 15           | 2011年1月25日  | 上泉雄一◎、柴田由美子、松岡智子                                                                                                  | 「細かすぎるけど伝えたい女子の あるある音楽選手権」                                  |
| 16           | 2011年2月1日   | 上泉雄一◎ | 「稼ぎ時だょ!ええとこメドレースペシャル」（「リクエストアワー」からの全編放送）      |
| 17           | 2011年2月8日   | 上泉雄一◎、大吉洋平◎、柴田由美子                                                                                                 | 「80年代洋楽特集」                                                                   |
| 18           | 2011年2月15日  | 上泉雄一◎、森たけし、川田裕美（いずれもytvアナウンサー）、吉竹史◎、前田阿希子◎                                                   | 「ytv音楽祭 大阪ほんわかラジオ」                                                     |
| 19           | 2011年2月22日  | 上泉雄一◎ | 「オールリクエスト大会」（「リクエストアワー」からの全編放送）                       |
| 20           | 2011年3月1日   | 上泉雄一◎、亀井希生◎ | 「YMO特集」                                                                          |
| 20           | 2011年3月8日   | 上泉雄一◎、掛布雅之◎、亀山つとむ◎                                                                                                | 「開幕直前 振り返れ!俺たちのタイガースライフ」（「リクエストアワー」からの全編放送） |
| 21           | 2011年3月15日  | 上泉雄一◎、香西かおり | 2011年東北地方太平洋沖地震の発生に伴う特別編成（「リクエストアワー」からの全編放送） |
| 22（最終回） | 2011年3月22日  | 上泉雄一◎、武川智美◎、高井美紀◎、古川圭子◎、馬野雅行◎、松井愛◎、河田直也◎、井上雅雄◎、松本麻衣子◎、金山泉◎、大吉洋平◎、福本晋悟◎ | 「アナウンサー総出演 未来に残したい曲」（「リクエストアワー」からの全編放送）        |

## 関連番組
- 上泉雄一のええなぁ!（MBSラジオで平日10:30 - 12:30に放送中。上泉と新堂が、火曜日に『音楽の時間ですょ』と掛け持ちで担当する生ワイド番組）
- MBSたびぐみ とっておき旅ラジオ（MBSラジオで2009年度からプロ野球のオフシーズン限定で放送中。上泉は2009年度の金曜日パーソナリティで、2010年度にも月1回のペースで同曜日のコーナーに出演）
- Club JONR（ABCラジオで2009年10月から土曜深夜に放送中。同局の元アナウンサーが週替わりでパーソナリティを担当）
- ラジオアーカイブ 発掘!ラジオ天国（2010年4月から一部のNRN加盟局で放送中の番組。ニッポン放送の制作で、過去に放送されたラジオ番組の音源を紹介する点で当番組と共通。ただし、NRN加盟局でもあるMBSラジオでは未ネット）

| MBSラジオ ナイターオフ 火18:30-21:00        | MBSラジオ ナイターオフ 火18:30-21:00                                     | MBSラジオ ナイターオフ 火18:30-21:00               |
| 前番組                                      | 番組名                                                                   | 次番組                                             |
| ------------------------------------------- | ------------------------------------------------------------------------ | -------------------------------------------------- |
| （2009年度） MBSたびぐみ とっておき旅ラジオ | （2010年度） MBS開局60周年アワー 音楽の時間ですょ 目指せ1179曲てアンタ!? | （2011年度） 情報どっか〜んライブ!ホームランラジオ |